# Previsões de colapso da União Soviética
As Previsões de Dissolução da União Soviética é o nome que se dá as previsões da Dissolução da União Soviética antes das Revoluções de 1989.
Em 1957, o Secretário-Geral do PCUS, Nikita Kruschev, deixou claro em seu discurso na ONU que apostava que a URSS ultrapassaria economicamente os EUA por volta dos anos 1980, com políticos e analistas ocidentais concordando abertamente. Entretanto, alguns estudiosos, literatos e jornalistas realizaram antes mesmo de das Revoluções de 1989.
Os autores geralmente creditados por terem previsto o colapso da União Soviética incluem Andrei Amalrik no “1984: Chegará a URSS até lá?” (1970), o acadêmico francês Emmanuel Todd em La Chute Finale: Essais sur la decomposition de la sphère Soviétique (a queda final: um ensaio sobre a decomposição da esfera soviética) (1976), o economista Ravi Batra, em seu livro A Queda do capitalismo e comunismo de 1978 e a historiadoa francesa Hélène Carrère d'Encausse. Além disso, Walter Laqueur afirmou que "vários artigos de pesquisa que apareceram em revistas profissionais, principalmente no “Problemas do comunismo” apontam para uma decadência e a possível queda do regime soviético".
Nos Estados Unidos, principalmente entre os conservadores, o político mais creditado em prever o colapso da União Soviética foi o presidente Ronald Reagan.
Muitas das previsões feitas antes de 1980 sobre a queda da União Soviética, foram consideradas por aqueles que as pronunciaram como uma possibilidade um pouco remota, em vez de uma probabilidade. Contudo, para alguns (como Amalrik e Todd), a ideia era muito mais do que um pensamento passageiro. No caso de Ludwig von Mises, ele chamou o colapso da União Soviética como uma certeza absoluta, porém ele não deu qualquer prazo razoável, para testar sua previsão.

## Lista de Previsões
As previsões de queda da União Soviética foram desacreditadas por muitos, se não a maioria, de especialistas acadêmicos ocidentais, e teve pouco impacto sobre a sovietologia oficial. Por exemplo, o livro de Amalrik "foi saudado como uma obra literária brilhante no Ocidente", mas "quase ninguém tende a levá-lo ao valor nominal, como um artigo de previsão política. " Até 1980 a força da União Soviética foi superestimada igualmente pelos críticos e revisionistas.
Em 1983, o professor da Universidade de Princeton, Stephen Cohen, descreveu o sistema soviético como notavelmente estável.
Em um simpósio de lançamento da resenha do livro “L'Agonie du Regime en Russie Sovietique”  do francês Michel Garder, que também previu que o colapso da URSS, o Professor de Yale, Frederic C. Barghoorn julgou o  livro de Garders como "o último de uma longa linha de previsões apocalípticas do colapso do comunismo." Ele adverte que "as grandes revoluções são pouco frequentes e que sistemas políticos bem sucedidos são tenazes e adaptáveis." Além disso, o revisor do livro, Michael Tatu, desaprovou o "caráter apocalíptico" de tal previsão e é quase apologética para que possa ser tratada a sério.

### Ludwig von Mises
O economista austríaco Ludwig von Mises previu o colapso e eventual insustentabilidade do sistema soviético em seu livro de 1921, “Socialismo: Uma análise econômica e sociológica”, publicado meses antes Lenin implementar a Nova Política Econômica que restabeleceu os direitos de propriedade parcialmente. Sua análise baseou-se no problema do cálculo econômico, uma crítica ao planejamento central esboçado pela primeira vez em 1920 em artigos de jornal. Basicamente, Mises apontava que na ausência de livre-mercado não existiriam mais preços gerados pelo livre comércio entre os indivíduos. Uma vez sem os preços livres, que servem como sinalizadores de mercado, se tornaria impossível para os burocratas e planejadores econômicos da URSS alocarem eficientemente os recursos e saberem o que produzir, como, pra quem e em que quantidade.

Podemos admitir que, em seu período inicial, um regime socialista poderia, até certo ponto, depender das condições da etapa anterior do capitalismo. Mas o que será feito mais tarde, quando as condições mudarem mais e mais? De que adianta saber os preços de 1900 para um diretor, em 1949? E o que pode usar o diretor, em 1989, a partir do conhecimento dos preços de 1949?

### Leon Trotsky
Um dos fundadores da URSS, mais tarde expulso por Stalin, Trotsky dedicou grande parte de seu tempo no exílio para a questão do futuro da União Soviética. Na época, ele chegou a acreditar que uma nova revolução era necessária para depor a nomenklatura e restabelecer a dominação da classe trabalhadora como o primeiro passo para o socialismo. Em 1936, ele fez a seguinte previsão:

A fim de melhor compreender o carácter da actual União Soviética, vamos fazer duas hipóteses diferentes sobre o seu futuro. Suponhamos primeiro que a burocracia soviética é deposta por um partido revolucionário, tendo todos os atributos do velho bolchevismo, enriquecido por outro lado pela experiência do período recente que o mundo atravessa. Tal partido começará com a restauração da democracia nos sindicatos e nos sovietes. Seria capaz de, e teria que, restabelecer a liberdade dos partidos soviéticos. Juntamente com as massas, e sendo sua cabeça, teria que realizar uma impiedosa purgação do aparelho do Estado. Teria de suprimir hierarquias e posições de todos os tipos de privilégios, e reduziria a desigualdade no pagamento da mão de obra para as necessidades da vida da economia e do aparelho do Estado. Isso daria à juventude oportunidade para pensar de forma independente e livre, aprender, criticar e crescer. Ele iria introduzir mudanças profundas na distribuição da renda nacional em correspondência com os interesses e vontade das massas operárias e camponesas. Mas até onde diz respeito às relações de propriedade, o novo poder não teria de recorrer a medidas revolucionárias. Teria, que reter e desenvolver ainda mais a experiência de economia planificada. Após a revolução política - ou seja, a destituição da burocracia - o proletariado teria de introduzir na economia uma série de reformas muito importantes, mas não outra revolução social.

   Se - para adotar uma segunda hipótese - um partido burguês derrubasse a casta dominante Soviética, não encontrará um pequeno número de servidores entre os burocratas de hoje, os administradores, técnicos, diretores, secretários do partido e os dirigentes em geral. A purgação do aparelho do Estado seria, obviamente, ser necessária neste caso também. Mas uma restauração burguesa teria, provavelmente, que limpar menos pessoas do que um partido revolucionário. A principal tarefa do novo poder seria restaurar a propriedade privada dos meios de produção. Primeiro de tudo, seria necessário criar condições para o desenvolvimento de fortes agricultores a partir das fracas fazendas coletivas e para converter os fortes coletivos em cooperativas de produção do tipo burguês em sociedades de economia agrícola. Na esfera da indústria, a desnacionalização começaria com as indústrias energética e de processamento de alimentos. A princípio, o planejamento seria convertido para um período de transição em uma série de compromissos entre o poder estatal e "corporações" individuais - para os proprietários em potencial, ou seja, entre os capitães da indústria soviética, os antigos proprietários emigrados e os capitalistas estrangeiros. Não obstante o que a burocracia soviética foi muito voltada para a preparação de uma restauração burguesa, o novo regime teria que introduzir no assunto não de formas de propriedade e os métodos da indústria de uma reforma, mas uma revolução social.

   Vamos assumir uma terceira variante – em que nem um partido revolucionário nem um contrarrevolucionário assuma o poder. A burocracia continua à frente do Estado. Mesmo sob estas condições as relações sociais não cristalizam. Nós não podemos contar com a burocracia renunciando de forma pacífica e voluntariamente em nome da igualdade socialista. Se no momento actual, não obstante os inconvenientes óbvio demais de uma tal operação, que considerou possível a introdução de hierarquias e posições, deve, inevitavelmente, em futuras etapas procurar apoios para si nas relações de propriedade. Pode-se argumentar que o grande burocrata pouco se importa com quais são as formas de propriedade, desde que apenas lhe garante a renda necessária. Este argumento ignora não só a instabilidade dos direitos do burocrata, mas também a questão de seus descendentes. O novo culto da família não caiu das nuvens. Privilégios tem apenas metade de seu atrativo, se eles não podem ser transmitidos para os filhos. Mas o direito de testamento é inseparável do direito de propriedade. Não é suficiente ser o diretor de um grande Trust, é necessário ser um acionista. A vitória da burocracia nessa esfera decisiva significaria a sua conversão em uma nova classe possuidora. Por outro lado, a vitória do proletariado sobre a burocracia que segurar um renascimento da revolução socialista. A terceira variante, consequentemente nos traz de volta às duas primeiras, as quais, por razões de clareza e simplicidade, partimos.

### Segunda Guerra Mundial
Em 1941, Adolf Hitler da Alemanha nazista decidiu atacar a União Soviética (Operação Barbarossa), ele teria dito a seus generais em Junho de 1941, "Temos apenas que chutar a porta e toda a estrutura podre irá desabar". O exército alemão invadiu a União Soviética e o Exército Vermelho recuou.
Observadores militares em todo o mundo assistiram de perto. Parece que a maioria deles compartilha da opinião de Hitler. Poucos especialistas americanos pensaram que a União Soviética iria sobreviver. Analistas britânicos também compartilharam desta opinião. Prognósticos negativos tiveram um impacto importante sobre Franklin D. Roosevelt, enquanto os Estados Unidos não estavam envolvidos diretamente na guerra, ele favoreceu os Aliados (Grã-Bretanha e União Soviética), e decidiu tentar evitar o colapso da União Soviética, fornecendo-lhes munições gratuitamente através com o programa Lend-Lease, e também a pressão para não atacar o Japão, enquanto a URSS era tão vulnerável. O Exército Vermelho manteve a linha nos arredores de Moscou e as previsões foram alteradas para "incerto".

### Início da Guerra Fria

#### George Orwell
George Orwell, autor de "Animal Farm" e "Nineteen Eighty-Four" ("1984"), escreveu em 1946 que "o regime russo ou se democratiza ou morrerá". Ele foi considerado pelo historiador Robert Conquest, dos EUA, como uma das primeiras pessoas que fizeram tal previsão. De acordo com um artigo de Conquest, publicado em 1969, "Com o tempo, o mundo comunista será confrontado com uma crise fundamental. Não podemos dizer com certeza que ele vai se democratizar. Mas tudo indica que ele terá, como disse Orwell, que se democratizar ou perecer... Temos também, no entanto, que estar preparados para lidar com as mudanças cataclísmicas, pois a agonia do aparelho estatal atrasado do pais, pode ser destrutiva e perigosa."

#### George Kennan
O diplomata americano George F. Kennan propôs sua famosa teoria de contenção em 1946-47, argumentando que, se a União Soviética não conseguisse se expandir por embargos e bloqueios, em breve entraria em colapso. No telegrama "X", ele escreveu:

[A] O elemento principal de qualquer política dos Estados Unidos no que tange à União Soviética deve ser de longo prazo e paciente, mas firme e vigilante na contenção das tendências russas expansivas... A pressão soviética contra as instituições livres do mundo ocidental é algo que pode ser limitado pela aplicação hábil e vigilante de contraforça em uma série de pontos em constante mudança geográfica e política, correspondente aos deslocamentos e manobras da política soviética.

Os Estados Unidos teriam de realizar este confinamento sozinho e unilateralmente, mas se pudesse fazê-lo sem comprometer a sua própria saúde econômica e a estabilidade política, a estrutura do partido soviético seria submetida a um período de tensão imensa que acabaria resultando no "desmembramento ou no amadurecimento gradual do poder soviético".
Kennan depois lamentou a maneira pela qual sua teoria foi recebida e aplicada, mas, no entanto, tornou-se um elemento central da estratégia americana, que consistiu na construção de uma série de alianças militares em torno da União Soviética.

#### Zbigniew Brzezinski
Zbigniew Brzezinski, conselheiro de Segurança Nacional de Jimmy Carter, previu o colapso da União Soviética em diversas ocasiões. Em uma entrevista em 2006, Brzezinski declarou que, em sua tese de mestrado de 1950 (que não foi publicada), ele argumentou que "a União Soviética estava fingindo ser um único estado, mas na verdade era um império multinacional em plena época do nacionalismo. Assim, a União Soviética iria quebrar."

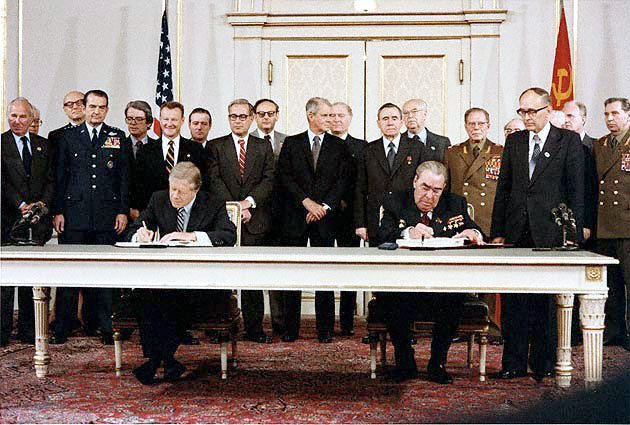
Carter, Brejnev e Brzezinski (logo acima de Carter)

Como um acadêmico da Universidade de Columbia, Brzezinski escreveu numerosos livros e artigos e "levou a sério a possibilidade de colapso", incluindo “Dilemmas of Change in Soviet Politics” (Dilemas da mudança na política soviética) (1969) e “Between Two Ages: America's Role in the Technetronic Era” (Entre duas Eras: o papel dos EUA na Era Tecnotrônica) (1970).
“Dilemas da mudança na política soviética” continha quatorze artigos sobre o futuro da União Soviética. Seis deles, do próprio Brzezinski, Robert Conquest, Merle Fainsod, Eugene Lyons, Giorgio Galli, e Isaac Don Levine, considerando o "colapso como uma possibilidade séria, embora não imediata." [16]
Por outro lado, em 1976, Brzezinski previu que a política da União Soviética seguiria praticamente inalterada durante várias gerações por vir:

  "A questão central, porém, é saber se essa mudança social [modernização] é capaz de alterar, ou na verdade já alterou de forma significativa, o caráter subjacente da política soviética. Esse caráter, como tenho argumentado, foi moldado em grande parte por tradições políticas derivadas das especificidades da história russo-soviético, e está profundamente enraizado no estilo operacional e instituições do sistema Soviético existente. A capacidade desse sistema para resistir a desestalinização parece indicar um grau considerável de resistência na parte do modo dominante da política no contexto soviético. Ele sugere, no mínimo, que as mudanças políticas são produzidas muito lentamente através de uma mudança social, e que se deve esperar por pelo menos várias gerações antes que a mudança social começa a ser significativamente refletida na esfera política."

Em 1989, pouco antes da queda do Muro de Berlim e do colapso do poder soviético na Europa Oriental, Brzezinski publicou “The Grand Failure: The Birth and Decay of Communism in the Twentieth Century” ou “O Grande Fracasso: O nascimento e decadência do comunismo no século XX”. Nesse trabalho, ele escreveu:

   "O Marxismo-leninismo é uma doutrina alienígena imposta na região por um poder imperial, cuja regra é culturalmente repugnante para os povos dominados. Como resultado, um processo de rejeição orgânica do comunismo por parte das sociedades do Leste Europeu - um fenômeno semelhante à rejeição do corpo humano de um órgão transplantado - está em andamento".

Brzezinski passou a explicar que o comunismo "não levou em conta o desejo humano básico à liberdade individual." Ele argumentou que havia cinco possibilidades para a URSS:
```
  1. Pluralização bem sucedida,
  2. Crise prolongada,
  3. Renovação da estagnação
  4. 
Golpe de Estado
 (
KGB
, militar), e
  5. O colapso explícito do regime 
comunista
.
```

A opção n º 5, de fato ocorreu três anos mais tarde, mas na época ele escreveu, o colapso era "neste momento uma possibilidade bem mais remota" do que a alternativa n º 3: a estagnação renovada. Ele também previu que as chances de alguma forma de comunismo existente na União Soviética em 2017 seria um pouco mais de 50%. Finalmente, quando chegou a prognosticar sobre o fim de mais algumas décadas, Brzezinski escreveu que seriam "provavelmente muito turbulentas."
A tese de bancarrota soviética era muito cara a Brzezinski pelo seguinte fator: a manutenção da distensão no governo Carter seguida das políticas de cordão-sanitário e embargos rígidos e crescentes à URSS, seus aliados e aos países que não aderissem aos embargos ordenados pelos EUA. A ideia do governo Carter é de que, retornando as teses de Kennan, a URSS, se impedida de manter o padrão de crescimento extensivo político-militar-econômico, se tornaria insustentável a longo prazo. Devia-se cerca-la e esperar sua agonia e morte. Passava-se de uma política de confrontação militar para uma de sobrevivência a longo prazo, na qual acreditavam que o país não suportaria. Assim, a crença na desintegração natural do inimigo era obrigatória para dar razão a tese de não confrontamento, substituída pelo discurso global de luta pelos direitos humanos (excetuando-se seu próprio quintal, logicamente), que se tornou a principal bandeira da administração Carter e a principal forma de pressionar a URSS e o Leste Europeu: exigir o cumprimento dos acordos de Helsinki que impediriam a repressão à dissidência interna desses países.

#### Charles de Gaulle
Apenas um punhado de pensadores, que vão desde Charles de Gaulle até o dissidente soviético Andrei Amalrik, predisse a eventual dissolução da própria União Soviética, e mesmo eles viam como provavelmente um acontecimento resultante de guerras desastrosas, com a China ou a pressões das repúblicas soviéticas islâmicas da Ásia Central."
Em 23 de novembro de 1959, num discurso em Estrasburgo, de Gaulle, anunciou a sua visão para a Europa: Oui c'est l'Europe, depuis l'Atlantique jusqu'à l'Oural, c'est toute l'Europe, qui décidera du destin du monde. ("Sim, é a Europa, do Atlântico aos Urais, foi a Europa, é de toda a Europa, que vai decidir o destino do mundo.") Esta frase tem sido interpretada de várias formas, com por um lado, oferecer a distensão com a URSS, de outro, como predição do colapso do comunismo na Europa Oriental.

#### Konrad Adenauer
Konrad Adenauer tem sido citado prevendo a reunificação da Alemanha já em 1950, mas de acordo com Hans-Peter Schwarz, nos últimos anos de vida, Adenauer disse repetidamente que o poder soviético iria durar muito tempo.
Em 1966, com a conferência do partido Democratas-cristãos, Adenauer declarou sua esperança de que algum dia os soviéticos poderiam permitir a reunificação da Alemanha. Alguns analistas dizem que pode ser considerada uma previsão:

   "Eu não perdi a esperança. Um dia, a Rússia Soviética reconhecerá que a divisão da Alemanha, e com ela a divisão da Europa, não é a sua vantagem. Devemos estar atentos para quando chegar o momento ... não podemos deixar de explorá-la."

#### Whittaker Chambers
Em uma publicação póstuma de 1964, intitulada Cold Friday, o desertor comunista Whittaker Chambers previu um eventual colapso soviético iniciado com uma "revolução satélite" na Europa Oriental. Essa revolução resultaria na transformação da ditadura soviética.

#### Michel Garder
Michel Garder foi um autor francês que previu o colapso da União Soviética no livro L'Agonie du Regime en Russie Sovietique (a luta de morte do Regime na Rússia Soviética) (1965). Ele marcou a data do colapso em 1970.

#### Corporação RAND
Em 1968, Egon Neuberger, da RAND Corporation, previu que "[a] economia centralmente planificada, eventualmente, iria conhecer seu falecimento, por causa de sua ineficácia comprovadamente crescente, como um sistema de gestão de uma economia em modernização em um mundo em rápida mudança."

#### Robert Conquest
No livro Dilemas de Mudança Política na União Soviética, que era uma coleção de autores editados por Zbigniew Brzezinski, Robert Conquest em sua seção "imobilismo e decadência", viu "a URSS como um país onde o sistema político é radicalmente e perigosamente inadequado à sua dinâmica social e econômica. Esta é uma fórmula para a mudança - a mudança que pode ser repentina e catastrófica "
Conquest também previu a queda em seu livro, The Nation Killers: The Soviet Deportation of Nationalities (1970).

#### Sun Myung Moon
Sun Myung Moon, fundador da Igreja da Unificação repetidamente previu que o comunismo era inerentemente defeituoso e inevitavelmente sofreria o colapso em algum momento no final dos anos 80. Em um discurso a seguidores em Paris, em abril de 1972, ele declarou:
"O comunismo, iniciada em 1917, poderia manter-se cerca de 60 anos e atingir o seu pico. Então 1978 é a fronteira e depois o declínio do comunismo; No ano 70 vai ser completamente arruinado Isso é verdade, pois, agora é o momento para as pessoas. que estão estudando o comunismo a abandoná-lo. "

#### Andrei Amalrik
O dissidente Andrei Amalrik escreveu em seu livro “1984: Chegará a URSS até lá?”:

   Há um outro poderoso fator que trabalha contra a possibilidade de qualquer tipo de reconstrução pacífica e que é igualmente negativa para todos os níveis da sociedade: esse é o isolamento extremo em que o regime colocou a sociedade e a si mesmo. Esse isolamento não só separava o regime da sociedade, e todos os setores da sociedade uns dos outros, mas também coloca o país em extremo isolamento do resto do mundo. Esse isolamento foi criado para todos, desde a elite burocrática até o menor nível social, uma imagem quase surrealista do mundo e do seu lugar nele. No entanto, quanto mais esse estado de coisas contribui para perpetuar o status quo, mais rápida e decisiva será sua queda quando o confronto com a realidade torna-se inevitável.

Amalrik previu que o colapso do regime poderia ocorrer entre 1980 e 1985. O ano em que a novela de mesmo nome se passa.
Amalrik acreditava em uma iminente guerra nuclear com a China, dadas as disputas em torno da fronteira de XinJiang-Uigur e da Sibéria em Tanno Tuva, os enfrentamentos esporádicos e os preparativos na região, como bunkers nucleares. Desde o agravamento das relações sino-soviéticas em 1967, com a ocorrência da primeira escaramuça militar e a remoção de exércitos de 1 milhão de soldados de cada lado da fronteira, a previsão de Amalrik parecia ser algo mais real que pura especulação. Esse seria o fator chave para a dissolução do regime, num grande Gottardemerung atômico (Amalrik, 1971, pg. 51). Logo em seguida à publicação de seu livro no Ocidente, ocorreu o episódio mais dramático do Conflito fronteiriço sino-soviético: em 1969 a disputa na Manchúria por uma ilha fluvial entre as duas potências levou a uma escaramuça entre os soldados de patrulha, que foi seguida pelo engajamento e enfrentamento de várias unidades. Outra dificuldade que o regime teria que enfrentar seria a maior cobiça das classes médias e técnicas por bens de consumo de luxo e em quantidade, com um perfil ocidental de renda, além de uma ansiedade das mesmas por um maior controle político do Estado, invés de um grupo mais seleto e ortodoxamente comunista. Duas transformações radicais que o regime não suportaria.
As autoridades soviéticas estavam céticas. Natan Sharansky explicou que "os oficiais da KGB vieram me visitar na prisão em 1984,", quando a previsão Amalrik foi mencionada "riram desta previsão. Amalrik está morto há muito tempo, eles disseram, mas estamos ainda muito presentes."

#### Marian Kamil Dziewanowski
O Historiador Marian Kamil Dziewanowski deu uma palestra intitulada 'Death of the Soviet Regime' na Central de Investigação Russa da Universidade de Harvard. A mesma palestra foi proferida na Universidade de Cambridge, na Inglaterra em 1971 e 1979. O texto da palestra (intitulado 'Death of the Soviet Regime: a Study in American Sovietology, by a Historian') foi publicado na Studies in Soviet Thought (Estudos do Pensamento Soviétic). Em 1980, ele atualizou este estudo e entregou-o como um artigo no Congresso Internacional Eslavo em Garmish, intitulado 'The Future of Soviet Russia', foi publicado em Coexistence: An International Journal (Glasgow 1982)"

#### Emmanuel Todd
Emmanuel Todd atraiu a atenção em 1976 quando ele previu a queda da União Soviética, com base em indicadores como o aumento das taxas de mortalidade infantil: La finale chute: Essais sur la decomposicion de la sphère Soviétique (a queda final: um ensaio sobre a desintegração da esfera soviética).

#### Bernard Levin
Bernard Levin chamou a atenção em 1992 ao seu artigo profético publicado originalmente no jornal The Times, em setembro de 1977, em que uma previsão estranha sobre o aparecimento de novas caras no Politburo foi feita, resultando em radical, porém pacífica mudança política.

#### Daniel Patrick Moynihan
O senador Daniel Patrick Moynihan, em uma série de artigos e entrevistas a partir de 1975 discutiu a possibilidade, na verdade a probabilidade, da dissolução do império soviético. Mas Moynihan também expressou a opinião de que a democracia liberal, também, possuía um futuro incerto. Ele argumentou em janeiro de 1975 que a União Soviética era tão fraca economicamente, e tão dividida etnicamente, que não poderia sobreviver muito tempo. No entanto, ele disse que "poderia existir um tempo considerável antes que conflitos étnicos a dissolvessem." Em 1984, ele argumentou que "as ideias soviéticas estão gastas. A História está se afastando delas a uma velocidade espantosa." Alguns dos seus ensaios foram publicados como Secrecy: The American Experience em 1999.

#### Samizdat
Vários ensaios publicados em samizdat no início de 1970 seguiam em linhas semelhantes, algumas muito concretamente, prevendo o fim da União Soviética. Mas no fim dos anos 70 e início dos anos 80 a atuação da KGB para a dissolução da dissidência interna representou uma vitória quase completa, substituindo os métodos stalinistas de fuzilamento pelos mais eficazes de aprisionamento em instituições médicas e em escolas de reeducação - que serviam não apenas para tirar a energia e a possibilidade de contágio que os dissidentes representavam, mas também como forma de desacredita-los. Quem iria dar ouvidos a um louco? Certamente, após Stalin, o período em que menos panfletos samizdat circularam foram nos anos finais do governo Leonid Brezhnev e de Yuri Andropov, onde virtualmente desapareceram. Com o fim da censura, o desmembramento e a anulação do poder da KGB durante o governo Gorbachev, os samizdats passaram a circular intensamente, o que não deixava se ser um indício de que a situação do regime ia de mal a pior.

#### Panfletossamizdatpoloneses
Samizdat eram panfletos clandestinos de oposição ao regime, que proliferaram na Ucrânia no pós guerra e na Polônia e na Ucrânia Sub-Carpática de forma endêmica. Na Polônia eles sempre tiveram alguma expressão, mesmo durante a tentativa de conter os distúrbios provocados por dissidentes no governo do general Wojciech Jaruzelski Para evitá-los o regime proibiu a existência de impressoras, fotocopiadoras, fax, fora do ambiente de trabalho e com forte segurança. As imprensas também eram supervisionadas. Os testemunhas de Jeová, que criavam imprensas clandestinas para divulgação religiosa, eram vigiados pelo governo, pois havia o temor de que permitissem que os dissidentes fizessem ataques através dessas imprensas artesanais. Assim a maior forma de disseminação dos samizdat era artesanal: máquinas de escrever, muito comuns pelo país e sem nenhuma fiscalização.

### Final da Guerra Fria e inicio de uma nova era social

#### Raymond Aron
David Fromkin escreveu sobre a previsão de Raymond Aron,

   "Eu sei de uma única pessoa que chegou perto de faze-la corretamente: Raymond Aron, filósofo francês e liberal anticomunista, em uma palestra sobre a ameaça soviética que ouvi-lo dar na década de 1980 no Instituto Internacional para Estudos Estratégicos, em Londres, ele lembrou à plateia da observação de Maquiavel em O Príncipe que "todos os profetas armados venceram e todos os desarmados fracassaram."

"Mas o que acontece, Aron perguntou, se o profeta, tendo conquistado e governado pela força das armas, perde a fé em sua própria profecia? Na resposta a esta questão, Aron sugere que repousa a chave para compreender o futuro da União Soviética."

#### Ravi Batra
O economista Ravi Batra previu o colapso da URSS em 1978 em seu livro The Downfall of Capitalism and Communism (A Queda do capitalismo e do comunismo).

#### Randall Collins
Em 1980, o sociólogo Randall Collins apresentou seu artigo "The future decline of the Russian empire", "O declínio futuro do império russo", na Universidade do Sul da Flórida e da Universidade de Columbia e publicou suas previsões no livro "Weberian sociological theory", "teoria sociológica weberiana" (1986).

#### Robert M. Cutler
Em 1980, o cientista político Robert M. Cutler, publicou um artigo "Soviet Dissent under Khrushchev" (A dissidência soviética sob Kruschev), concluiu que era provável que a nova geração de elite após a morte de Brejnev (1982) gostaria que o regime soviético buscasse aumentar a participação do público (a glasnost de Gorbachev), previu que o regime do Partido Comunista poderia ser contestada na Ásia Central (os tumultos de 1986 no Cazaquistão antes das explosões contestatórias nas repúblicas bálticas), e assinalou que os líderes do partido em nível local deveriam seguir seu próprio caminho, se o Partido não oferecesse uma razão para permanecerem fiéis ao centro em Moscou.

#### Robert Gates
Steward Brand disse ao introduzir a obra de Philip Tetlock que o parceiro Brand havia dado uma palestra de iniciação do pessoal da CIA na década de 1980 sobre o futuro da União Soviética. Um cenário que levantou foi de que o bloco soviético poderia quebrar, um sinal de isso acontecer seria a elevação do desconhecido Mikhail Gorbachev nos escalões do partido. Um analista da CIA disse que a apresentação foi muito boa, mas não havia como a União Soviética quebrar em sua vida ou a vida de seus filhos. O nome do analista foi Robert Gates.

#### Werner Obst
Em 1985, o economista alemão Werner Obst publicou um livro intitulado "Der Rote verglüht Stern Moskaus Abstieg - Deutschlands Chance." Munique (A estrela vermelha está morrendo longe de Moscou - é a chance da Alemanha.) Munique: Wirtschaftsverlag Langen-Müller/Herbig, terceira edição em 1987, em que ele previu o colapso do bloco soviético e da reunificação da Alemanha no futuro imediato para cerca de 1990, com base na análise de estatísticas econômicas e tendências.

#### Ronald Reagan

Ronald Reagan

Presidente dos Estados Unidos, Ronald Reagan fez previsões conflitantes do poder soviético. Ao longo de sua campanha eleitoral de 1980 e primeiro mandato sua exibição pública foi a de que a União Soviética tinha vindo a crescer em poder em relação aos Estados Unidos. Em 1981, ele declarou que "a União Soviética desenvolveu a maior estrutura militar da história do homem." e no ano seguinte declarou que "no balanço da União Soviética, tem uma margem de superioridade" em relação aos militares dos EUA. A administração Reagan usou o fortalecimento percebido da União Soviética para justificar uma significativa expansão dos gastos militares. David Arbel e Ran Edelist em seu estudo Western Intelligence and the Collapse of the Soviet Union (Inteligência ocidental e do colapso da União Soviética) argumentam que era a posição da administração Reagan de impedir as agências de inteligência americanas de prever o colapso da URSS. Os analistas da CIA foram encorajados a apresentar todas as informações de modo a exagerar a ameaça soviética e justificando a sua capacidade militar, enquanto evidências contrárias, da fraqueza Soviética, foram ignoradas e os que a apresentavam, marginalizados.
Ao mesmo tempo, Reagan mostrou uma visão de longo alcance que a União Soviética poderia eventualmente ser derrotada. Em 3 de março de 1983, presidente dos Estados Unidos Ronald Reagan disse à Associação Nacional de Evangélicos, em Orlando, Florida "Acredito que o comunismo é mais um capítulo triste e bizarro da história humana, e está nas últimas - nas últimas páginas que agora estão a ser escritas"
Em sua carta de junho 1982 para o Parlamento britânico afirmou:

   É a União Soviética que corre contra a maré da história, negando a liberdade humana e da dignidade humana dos seus cidadãos. Também está em dificuldades econômicas profundas. A taxa de crescimento do produto nacional tem vindo a diminuir desde os anos cinquenta e é menos da metade do que era então. As dimensões desta falha são assustadores: um país que emprega um quinto da sua população na agricultura é incapaz de alimentar seus próprios povos. Se não fosse para o sector privado, o pequeno sector privado tolerado na agricultura soviética, o país poderia estar à beira da fome. ... Supercentralizado, com pouco ou nenhum incentivo, ano após ano, o sistema soviético derrama seu melhor recurso para a confecção de instrumentos de destruição. A contração constante do crescimento econômico combinado com o crescimento da produção militar está a exercer uma forte pressão sobre o povo soviético. O que vemos aqui é uma estrutura política que não corresponde mais à sua base econômica, uma sociedade onde as forças produtivas são prejudicados por políticos... No mundo comunista, assim, o desejo instintivo do homem pela liberdade e autodeterminação emerge outra vez. Para ter certeza, há lembranças sombrias sobre como brutalmente o estado policial tenta apagar essa busca de autogoverno - 1953 na Alemanha Oriental, 1956, na Hungria, em 1968 na Tchecoslováquia, em 1981, na Polônia. Mas a luta continua na Polônia. E nós sabemos que há mesmo aqueles que lutam e sofrem pela liberdade dentro dos limites da própria União Soviética. ... O que eu estou descrevendo agora é um plano e uma esperança para o longo prazo - a marcha da liberdade e da democracia que vai deixar o marxismo-leninismo sobre o monte de cinzas da história, como ela deixou outras tiranias que sufocaram a liberdade e a liberdade de auto-expressão das pessoas. E é por isso que devemos continuar nossos esforços para fortalecer a OTAN, mesmo à medida que avançamos com a nossa iniciativa Zero-Option (opção zero) nas negociações sobre as forças de alcance intermediário e nossa proposta de redução de um terço em ogivas de mísseis balísticos estratégicos."

O analista Jeffrey W. Knopf explicou porque Reagan foi além de todos os outros:

   "Reagan destaca-se, em parte porque ele acreditava que a União Soviética poderia ser derrotada. Durante a maior parte da Guerra Fria, tanto as administrações republicanas como democratas haviam assumido que a União Soviética iria se provar duradoura para o futuro previsível. A política bipartidária de contenção visando manter a União Soviética em cheque ao tentar evitar uma guerra nuclear, mas não procuraram forçar a dissolução do império soviético. Ronald Reagan, ao contrário, acreditava que a economia soviética estava tão fraca que um aumento da pressão poderia levar a União Soviética à beira de um fracasso. Ele, portanto, periodicamente, expressou confiança de que as forças da democracia "vão deixar o marxismo-leninismo sobre o monte de cinzas da história '."

A política de confrontação direta de Reagan se mostrou uma inversão da política de distensão e cordão-sanitário de Carter. Isso associado aos problemas que a própria URSS passou a enfrentar após a subida de Gorbatchov ao poder provocaram os conflitos nas declarações de Reagan em seus 8 anos de governo. Obrigar a URSS a gastar cada vez mais com seu orçamento militar deveria apressar ou mesmo dar início ao processo de sua dissolução. Na verdade, Israel, durante os anos 50, 60 e 70 teve gastos militares ou da mesma monta ou até superiores aos que a URSS fez entre 1979 e 1985. Mas ao contrário desta, envolvida no financiamento e auxílio militar e econômico de seus aliados e simpatizantes, países pobres e atrasados dispersos pelo mundo inteiro, Israel tinha uma cômoda situação inversa: era auxiliado por financiadores que iam desde o governo americano, que repassou a tecnologia da bomba atômica, até grupos judeus dispersos pelas principais cidades do mundo que repassavam dinheiro ao governo de Israel.

#### Eric Hobsbawm
O eminente historiador inglês Eric Hobsbawm lembra o caso de uma predição feita ainda ainda nos anos 50, e notavelmente correta ao apontar a destruição do comunismo em alguns países mas não em todos.

A isso se referia um inflexível observador da China – o correspondente do Times de Londres – ao afirmar, chocando os que o ouviram na época, como este autor, que não restaria comunismo nenhum no século XXI a não ser na China, onde sobreviveria como a ideologia nacional. Para a maioria dos chineses, tratava-se de uma revolução que era basicamente uma restauração (Hobsbawm, 1995, pg. 451).

#### Anatoliy Golitsyn
Em 1984, Anatoliy Golitsyn, um importante desertor da KGB, publicou o livro New Lies For Old, onde ele previu o colapso orquestrado do bloco comunista.
Ele alertou que esse colapso foi parte de uma estratégia de engodo de longo prazo do Ocidente destinada a acalmar por uma falsa sensação de segurança, abolindo todas as políticas de contenção, e com o tempo, finalmente estropiar economicamente e diplomaticamente com o fim do isolamento imposto pelos Estados Unidos.
Entre outras coisas, Golitsyn declarou:
1°) "A" liberalização "[na União Soviética] seria feita através de espetaculares e impressionantes pronunciamentos formais sobre uma redução do papel do Partido Comunista. Seu monopólio seria aparentemente reduzido"
2°) "Se a liberalização for estendida para a Alemanha Oriental, a demolição do Muro de Berlim poderia até ser contemplada."
3°) "O Parlamento Europeu pode tornar-se um parlamento pan-europeu socialista com a representação da União Soviética e Europa Oriental. "Europa do Atlântico aos Urais" viria a ser um tom neutro, invés de uma Europa socialista."
Opiniões colaboracionistas podem ser encontradas no arquivo de documentos sigilosos, recolhidos por Vladimir Bukovsky, também um desertor.